# Ancylotrypa sororum
Espèce
Synonymes
- Pelmatorycter sororum Hewitt, 1916

Ancylotrypa sororum est une espèce d'araignées mygalomorphes de la famille des Cyrtaucheniidae.

## Distribution
Cette espèce est endémique du Cap-Oriental en Afrique du Sud,.

## Description
Le mâle holotype mesure 9,5 mm.

## Étymologie
Cette espèce est nommée en référence aux sœurs du couvent de Bedford qui ont découvert l'holotype.

## Publication originale
- Hewitt, 1916 : Descriptions of new South African spiders. Annals of the Transvaal Museum, vol. 5, no 3, p. 180-213 (texte intégral).